# Собор (фильм)
«Собор» (итал. La Chiesa) — фильм ужасов режиссёра Микеле Соави, снятый в 1989 году.

## Сюжет
Средневековье. Тевтонские рыцари убивают жителей деревни, заподозренных в колдовстве. Тела сбрасывают в братскую могилу, над которой возводят церковь.
Наши дни. На месте церкви воздвигнут грандиозный готический собор. При реставрационных работах художница Лиза находит кусок пергамента, который передаёт своему другу библиотекарю Эвану. Тот читает древнюю надпись, из которой узнаёт о тайне собора, которую можно узнать, надавив на семиглазый камень. Движимый любопытством библиотекарь находит в подвале здания этот камень и поворачивает его. Он и не подозревает, что это печать, которая охраняет церковь от древнего зла. В итоге злые духи освобождаются из многовекового плена.
На следующий день двери церкви захлопываются и несколько человек оказываются заложниками тёмных сил. Часть из них погибает, часть становится одержимыми. Епископ, знающий тайну собора, решает унести её с собой в могилу дабы зло не расползалось по всей земле. В здание проникает дочь ризничего Лотте, которая помогает единственному оставшемуся в живых священнику отцу Гусу узнать эту тайну. Одержимые проводят в подвале церкви чёрную мессу, во время которой демон совокупляется с Лизой. Видя пробуждение древнего зла, отец Гус решается на уничтожение здания.

## Актёры
- Хью Куарши — отец Гус
- Томас Арана — Эван
- Фёдор Шаляпин мл. — епископ
- Барбара Куписти — Лиза
- Антонелла Витале — манекенщица
- Джованни Ломбардо Радиче — священник Доминик
- Азия Ардженто — Лотте
- Роберто Карузо — Фредди
- Роберто Корбилетто — Херманн, ризничий
- Алина Де Симона — мать Лотте
- Оливия Куписти — Мира
- Джанфранко Де Грасси — обвинитель
- Клер Хардвик — Джоанна
- Ларс Йоргенсон — Бруно
- Джон Карлсен — Хайнрих
- Катарин Бель Марджори — жена Хайнриха
- Риккардо Минервини — школьник
- Энрико Остерман — палач
- Микаела Пиньятелли — фотограф
- Патриция Пунцо — мисс Брукнер
- Джон Ричардсон — архитектор